# 修面刷树
修面刷树（學名：Pseudobombax ellipticum）别名粉紅木棉、粉紅修面刷、綠背龜甲木棉、足球樹、橢圓葉木棉、龟纹木棉，為锦葵科假木棉属（Pseudobambax）的一种特殊植物，原产地在墨西哥、萨尔瓦多、瓜地马拉和洪都拉斯。

## 形態
修面刷树是落叶性乔木，可长到18米（60英尺）高。小叶多为5枚，叶对生。每年春末夏初开花，花朵生于枝端，花萼筒状，花瓣5枚，线形，卷曲，粉红色或白色。花朵最明显的地方是雄蕊，上百根雄蕊怒张的模样让花朵看起来就像是一个化妆用的粉扑或修面刷，因此又叫修面刷树。 
- 树干
- 叶子